# Ольвера
Ольвера (ісп. Olvera) — муніципалітет в Іспанії, у складі автономної спільноти Андалусія, у провінції Кадіс. Населення — 8570 осіб (2010).
Муніципалітет розташований на відстані близько 410 км на південь від Мадрида, 100 км на північний схід від Кадіса.

## Демографія
Динаміка населення (INE ):

## Галерея зображень

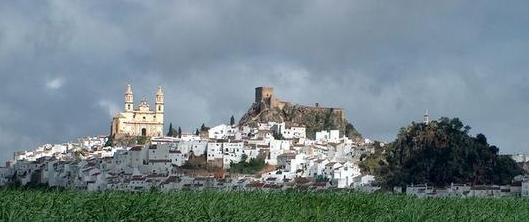
Ольвера
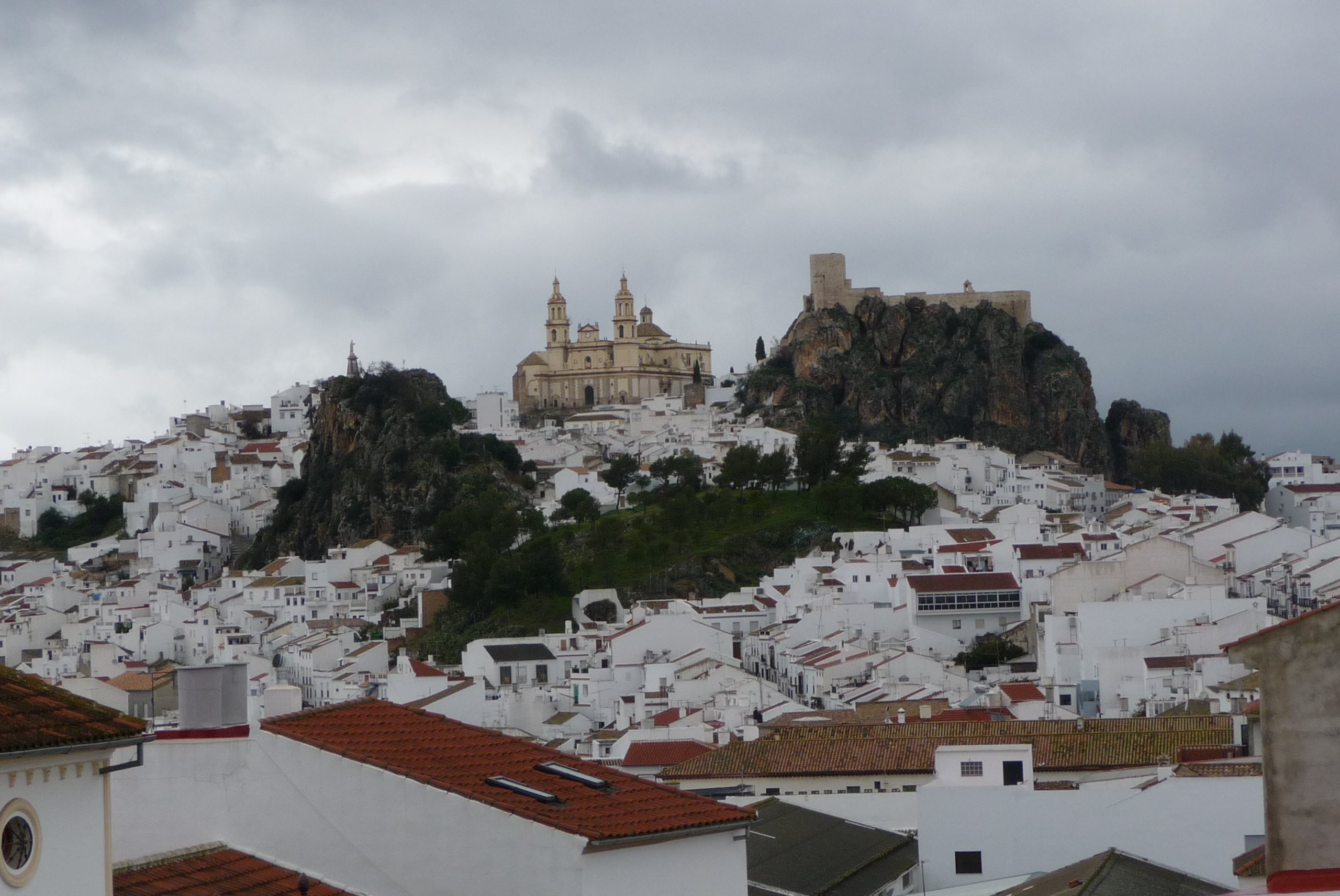
Ольвера
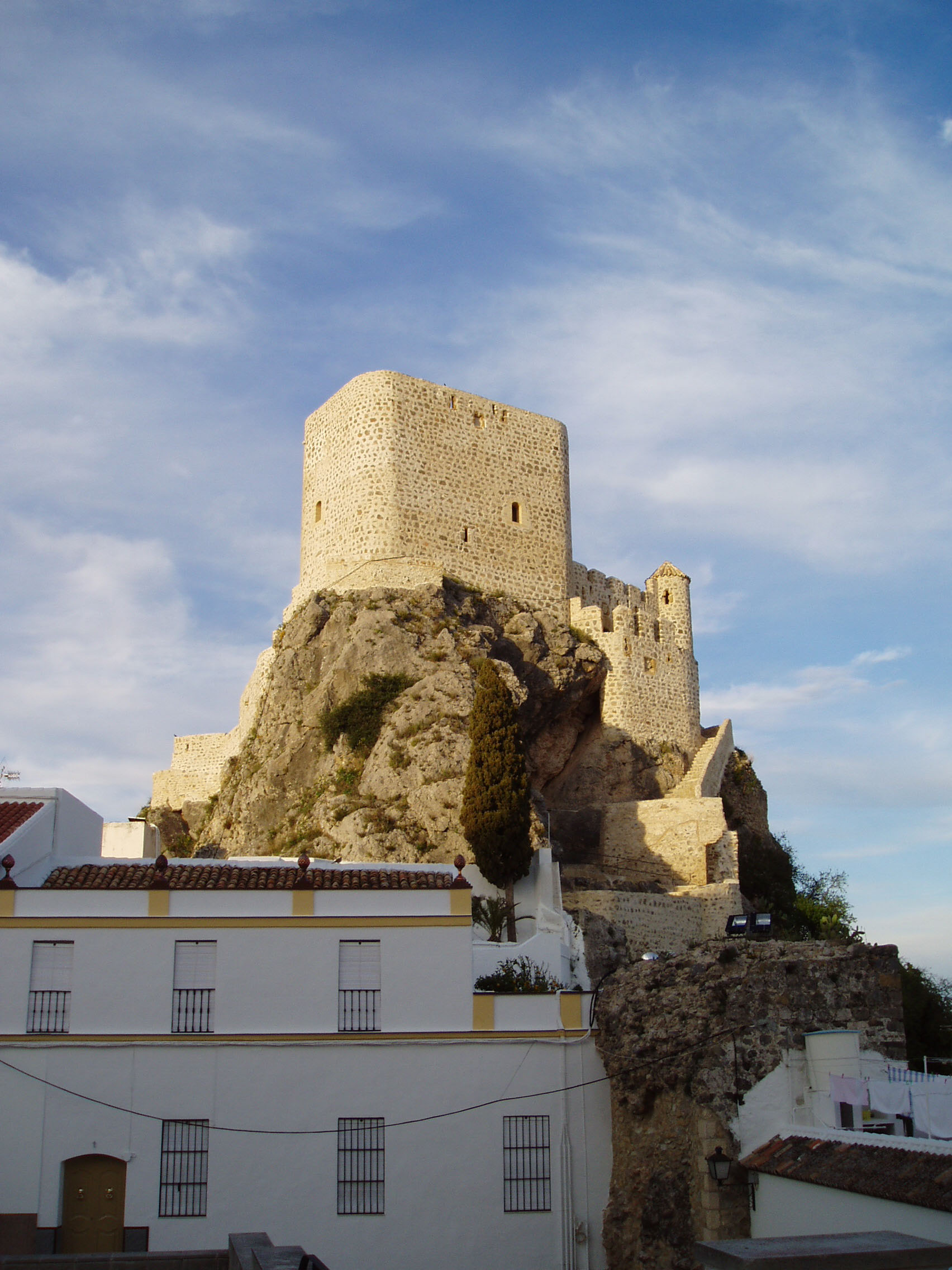
Ольвера, арабський замок
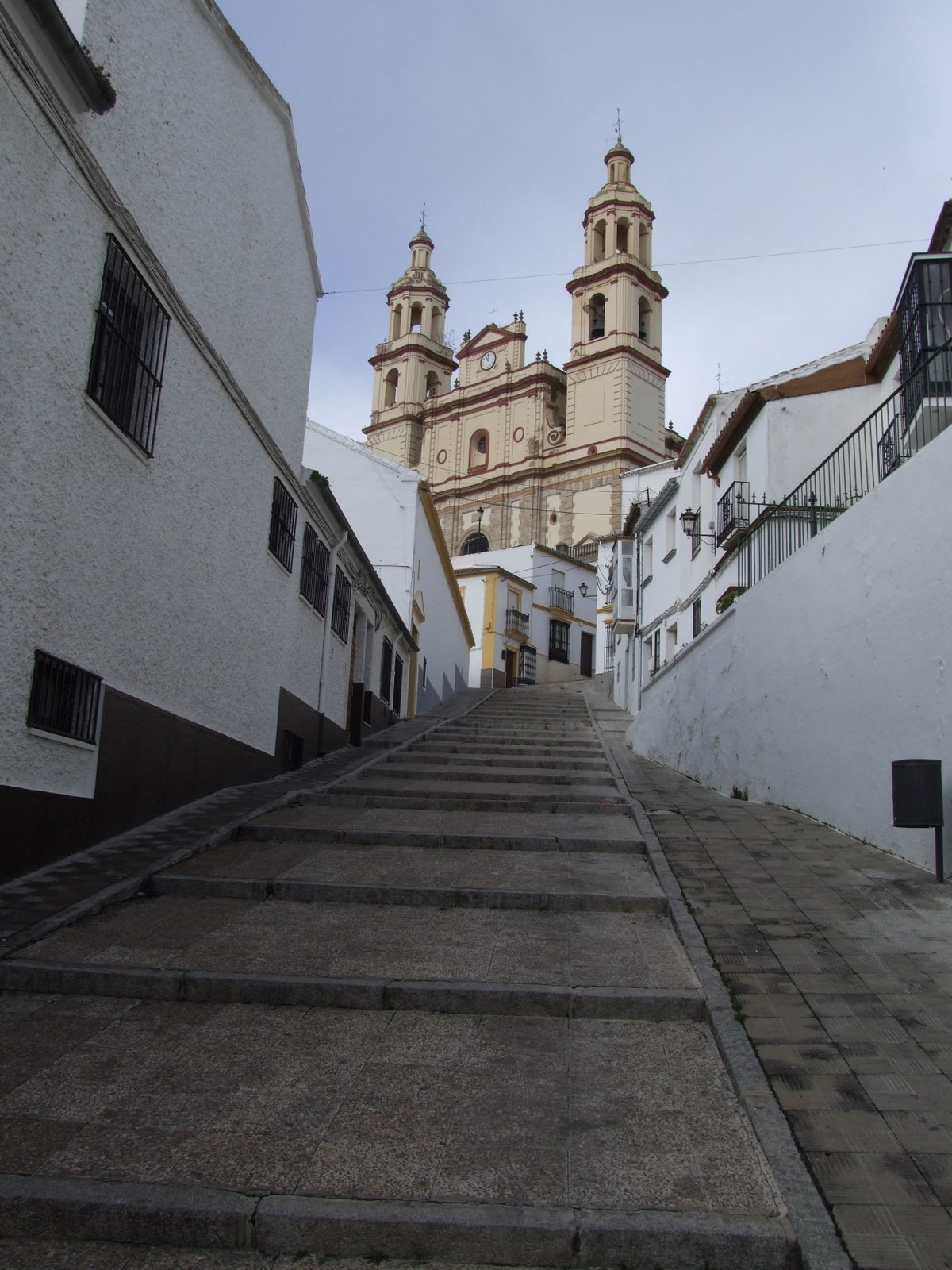
Парафіяльна церква Ла-Енкарнасьйон
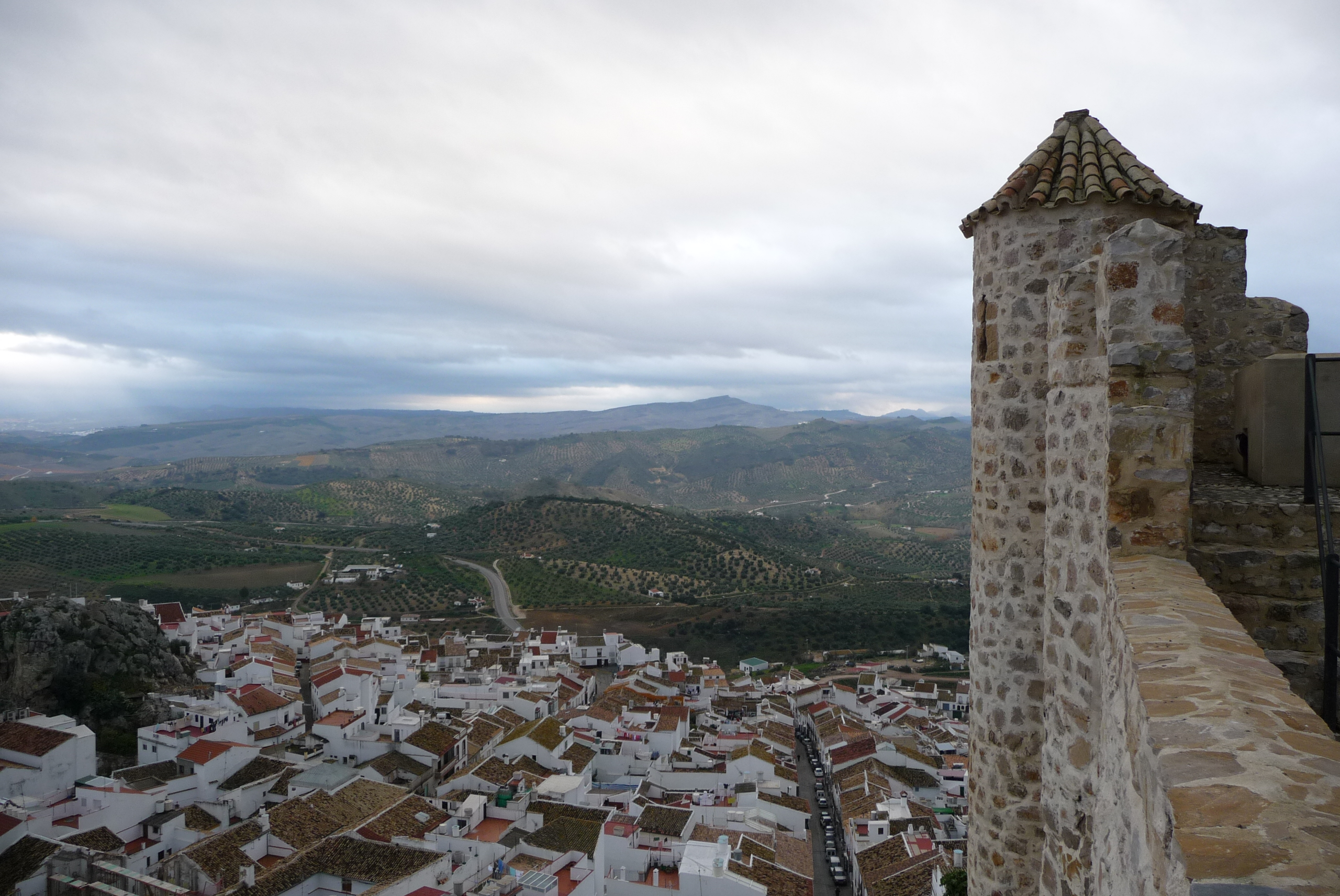
Ольвера, вид з замку
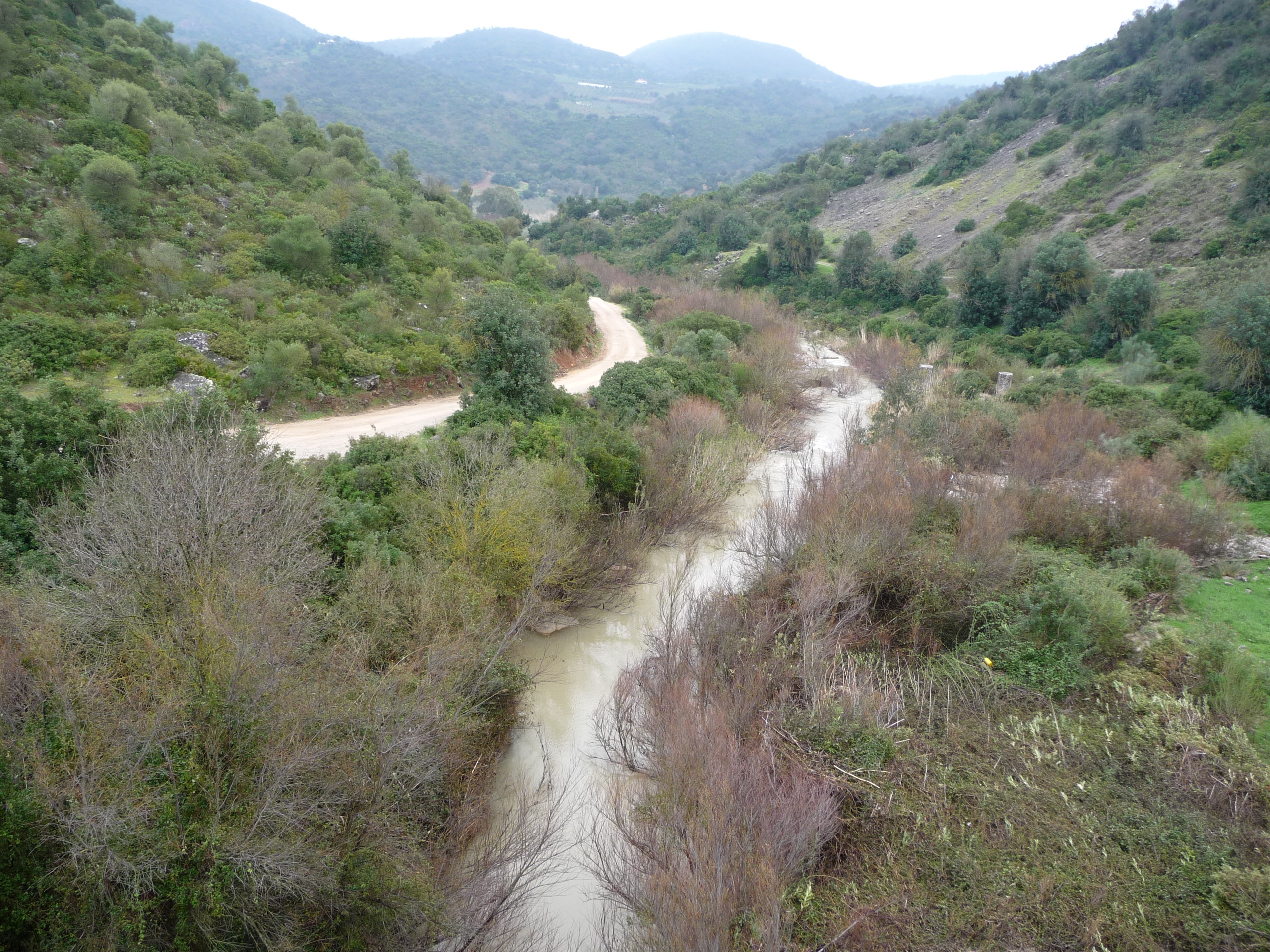
Річка Гуадальпоркун
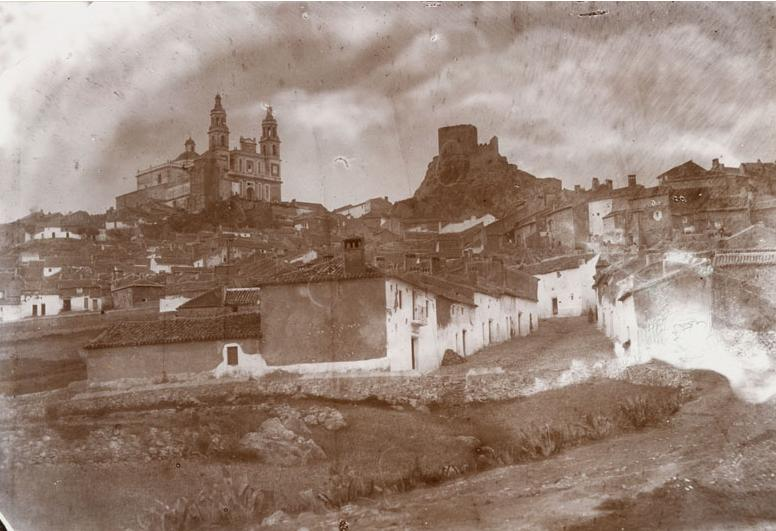
Ольвера у 1878 році
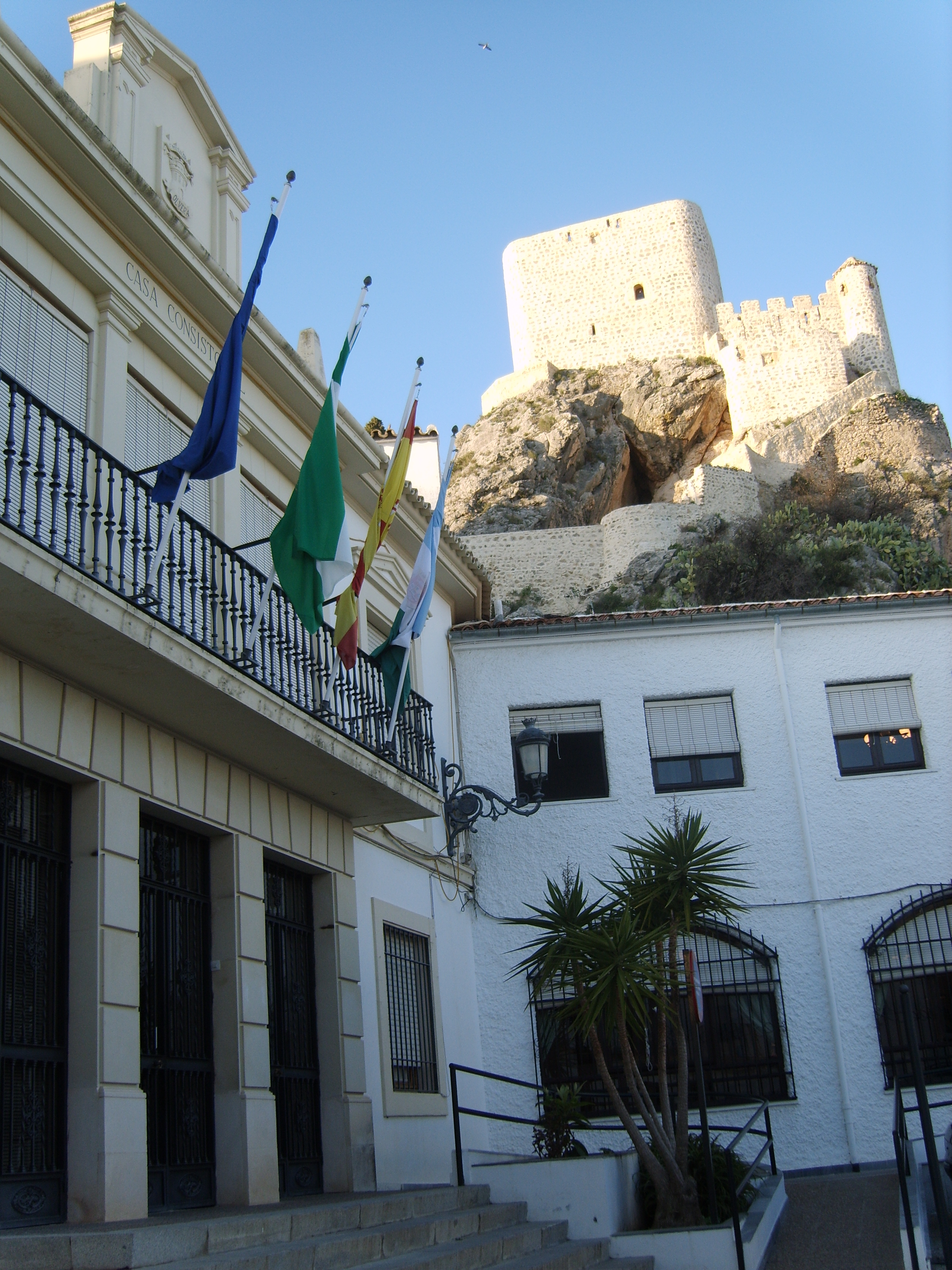
Ратуша і Арабський замок
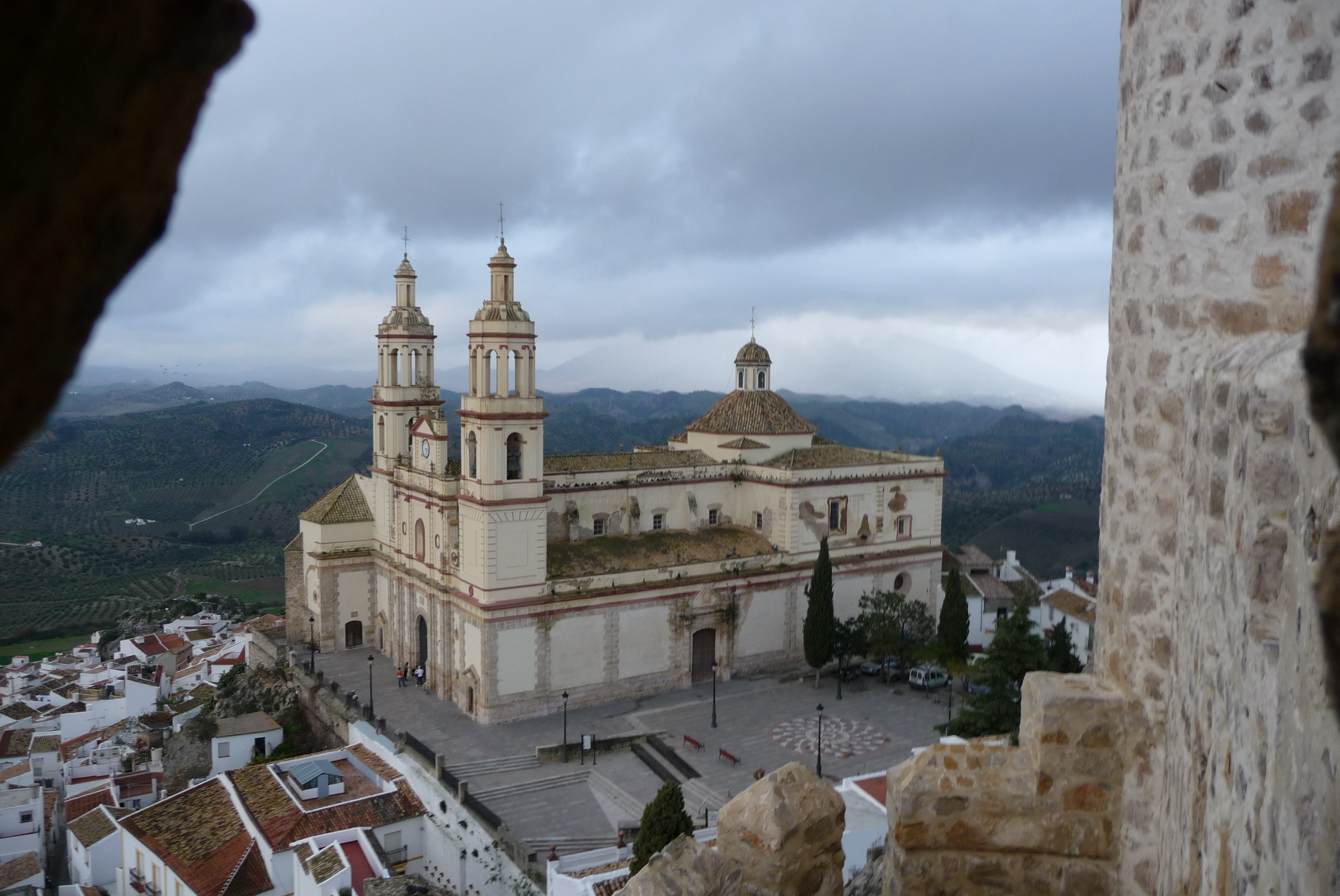
Парафіяльна церква Нуестра-Сеньйора-де-ла-Енкарнасьйон
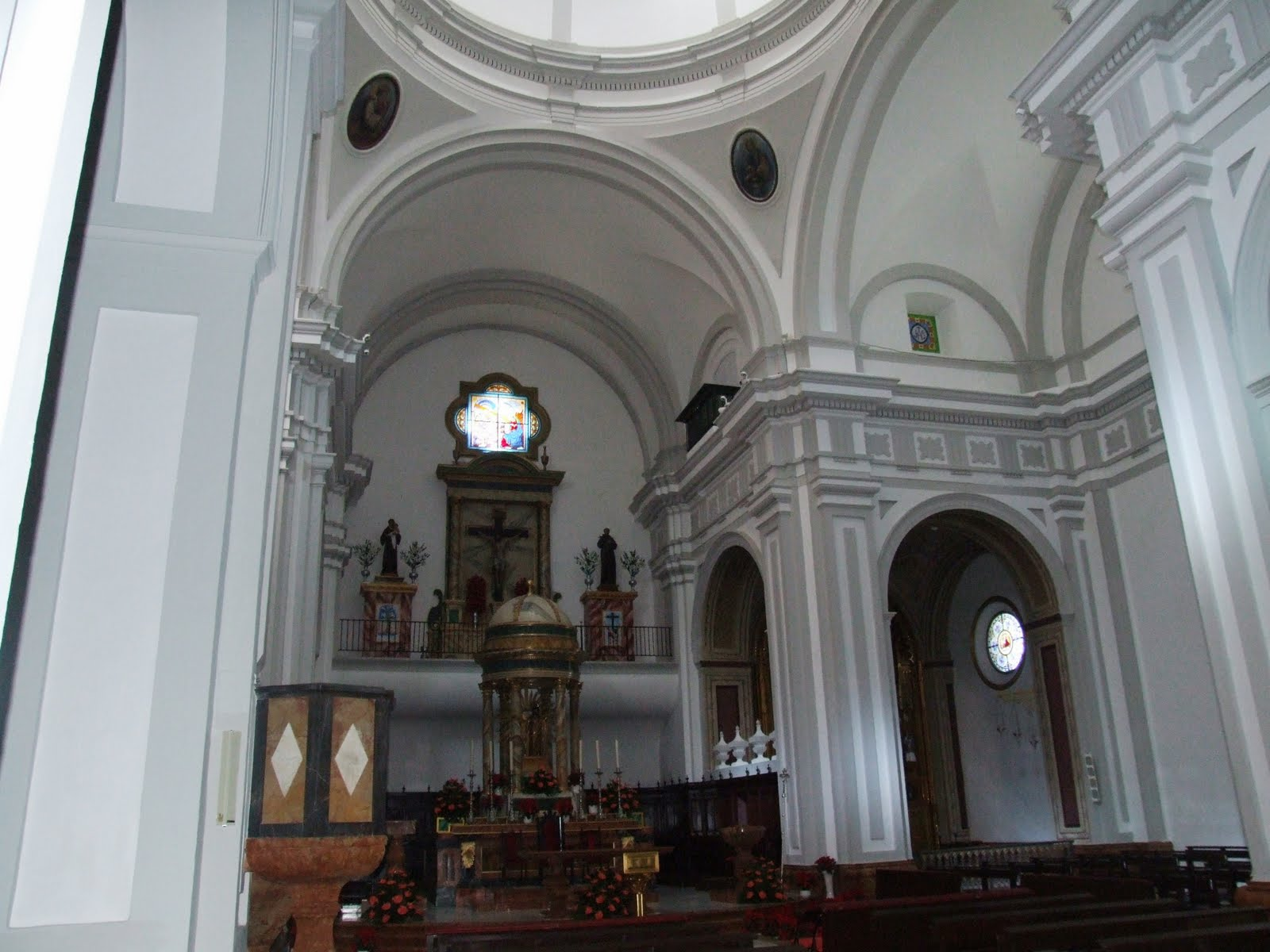
Інтер'єр парафіяльної церкви Нуестра-Сеньйора-де-ла-Енкарнасьйон
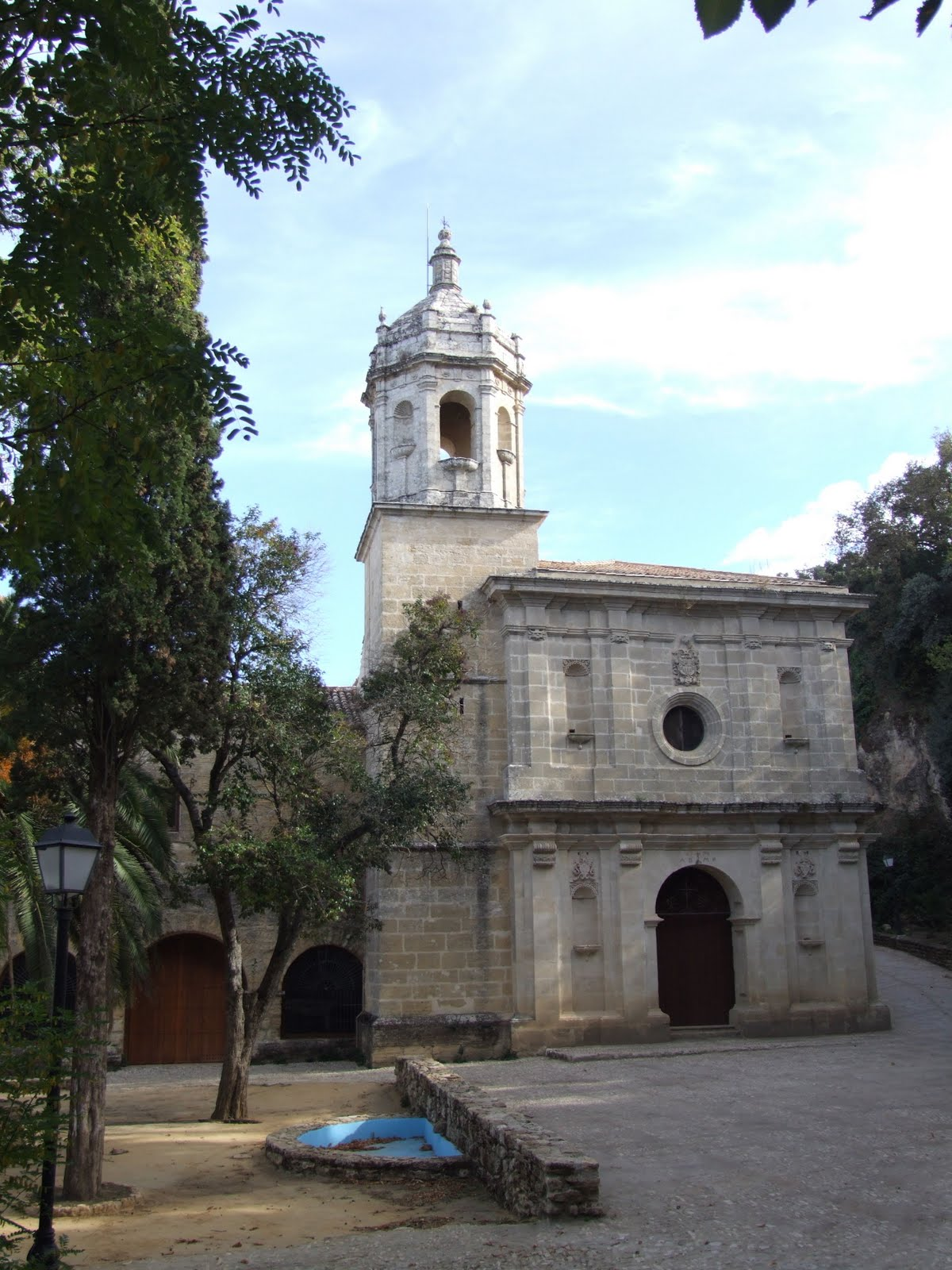
Монастир Каньйос-Сантос